# 尚德爾巴赫河

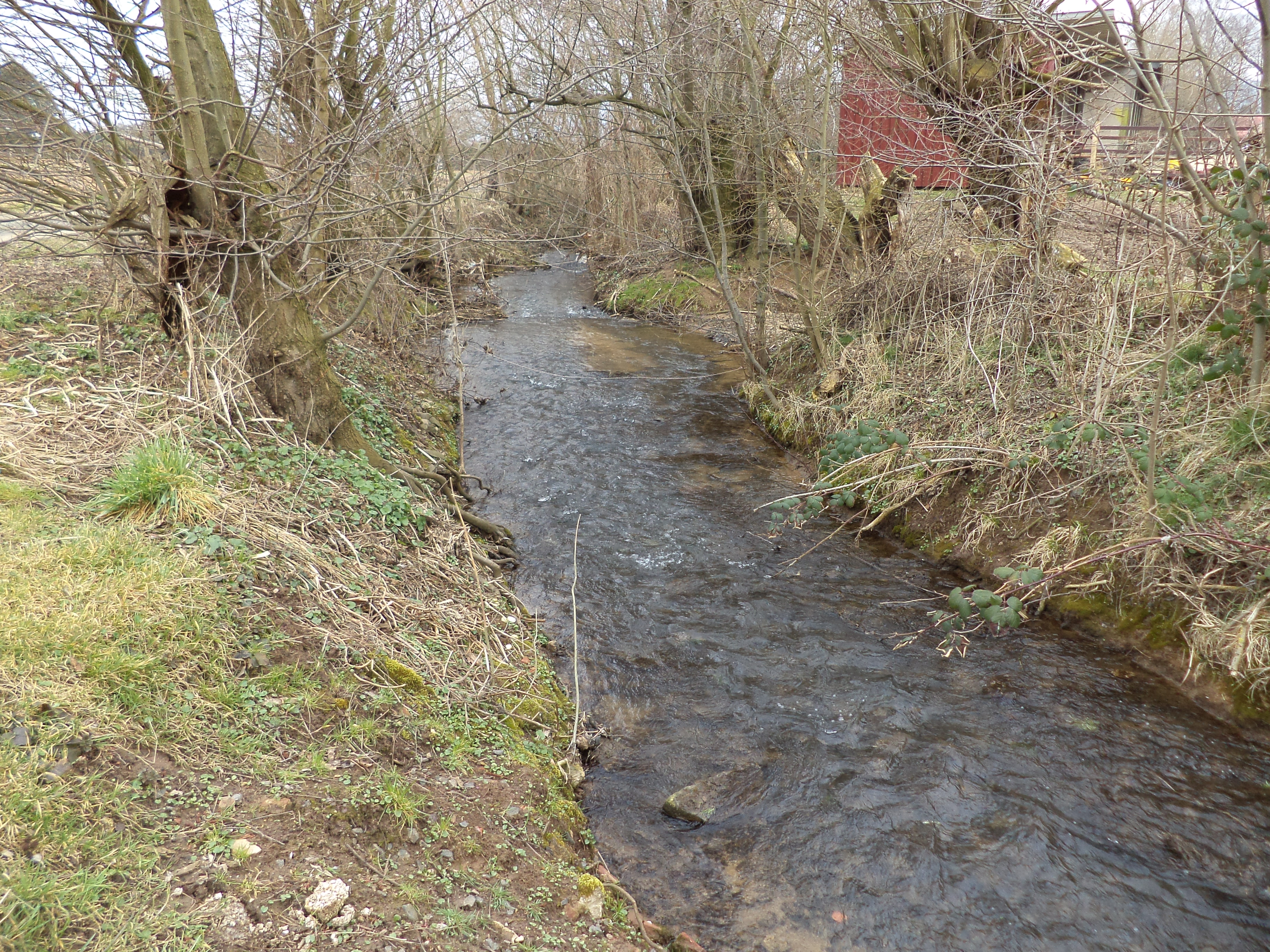

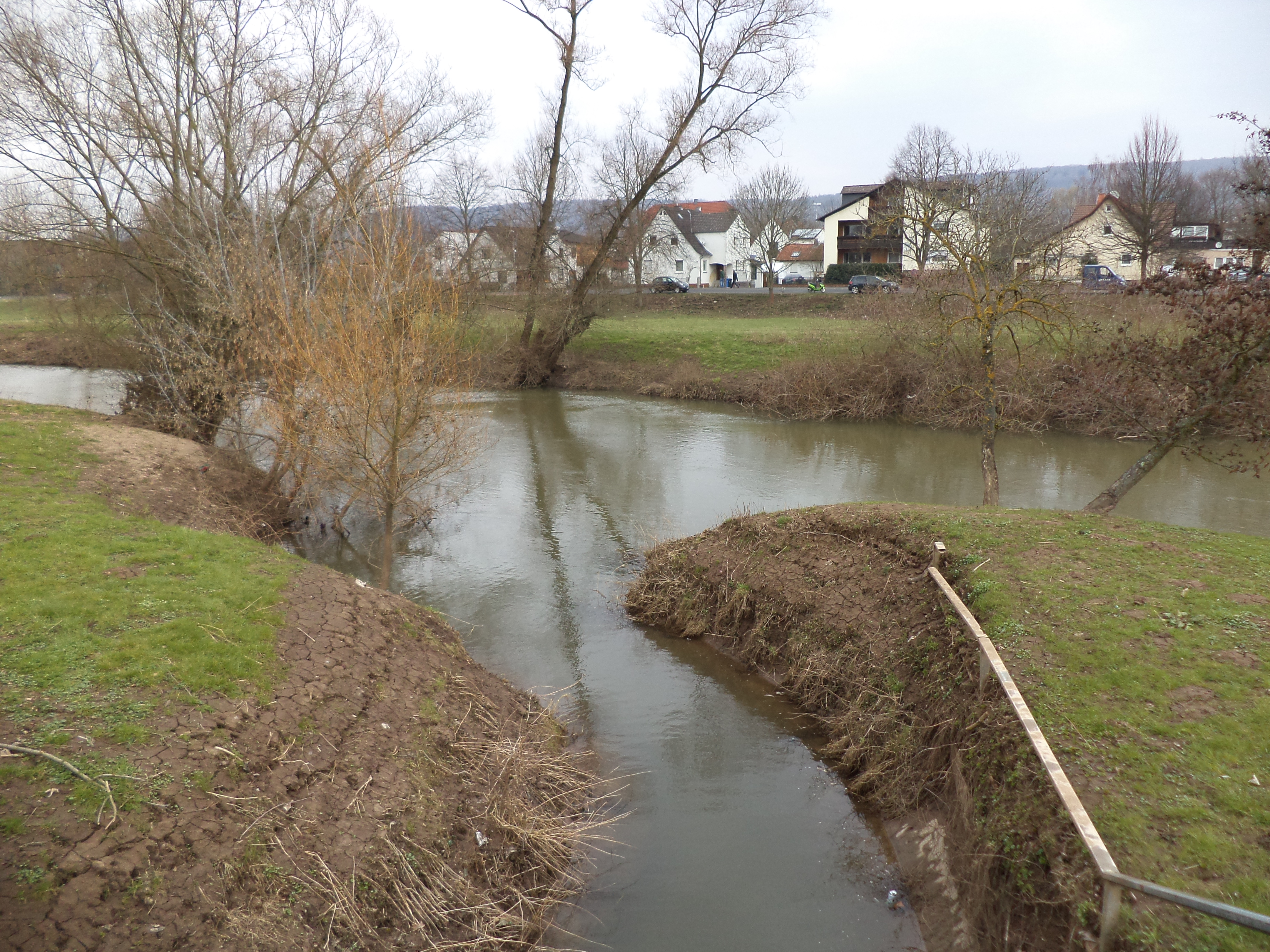

50°11′55.77″N 9°11′0.67″E / 50.1988250°N 9.1835194°E
尚德爾巴赫河（德語：Schandelbach），是德國的河流，位於該國中部，由黑森州負責管轄，屬於金齊希河的左支流，河道全長5.3公里，流域面積16.2平方公里。